# アマチュア無線技士

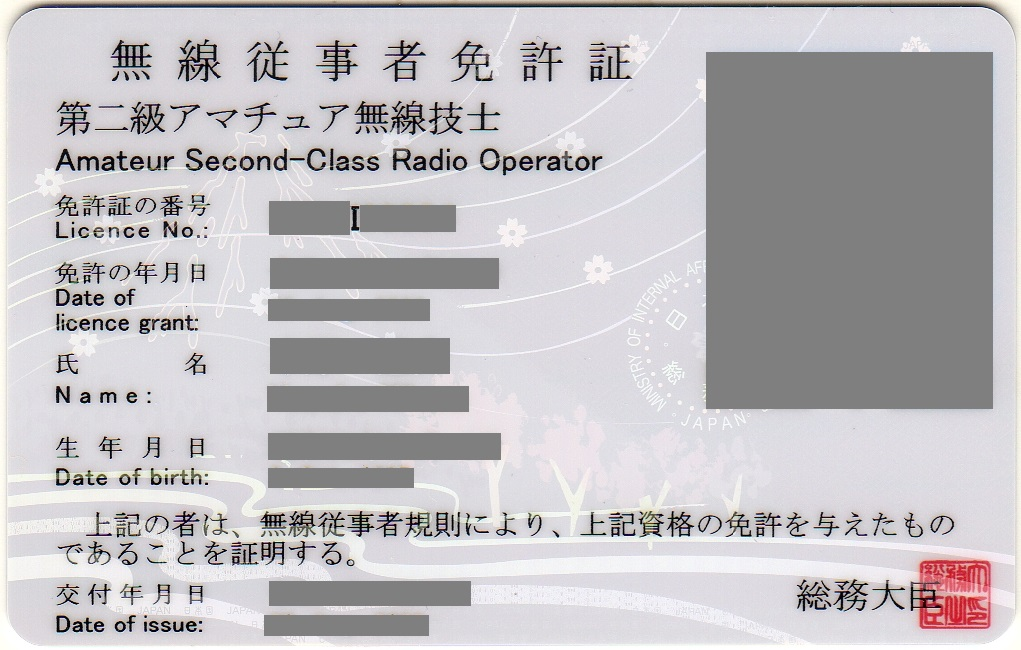
無線従事者免許証
平成22年4月以降発給
（第二級アマチュア無線技士。第一級・第二級は総務大臣が発給。）

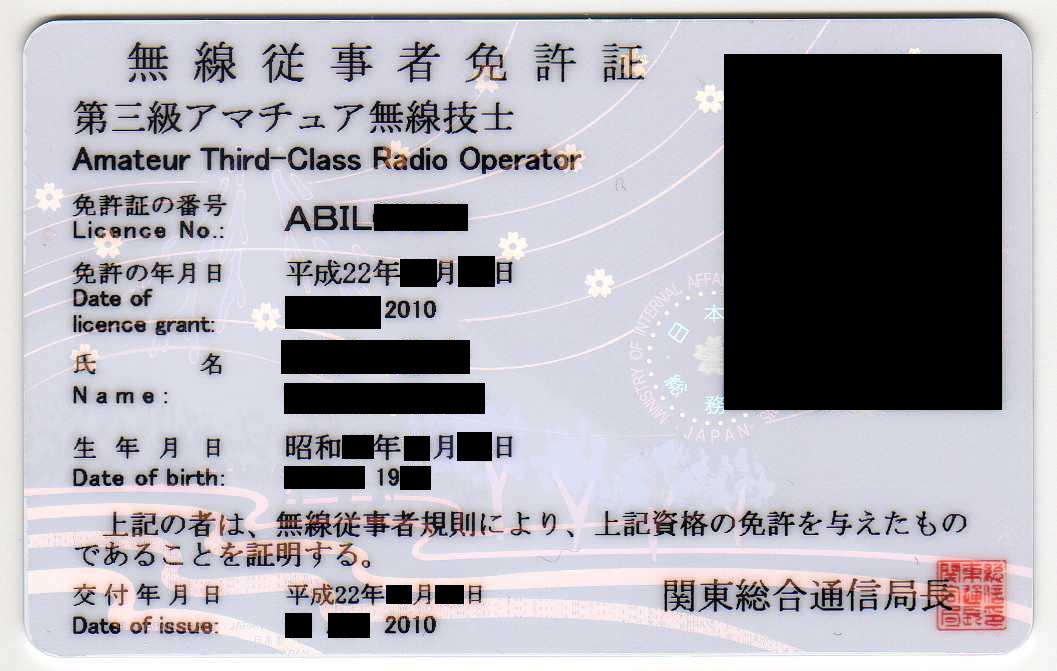
無線従事者免許証
平成22年4月以降発給
(第三級アマチュア無線技士。第三級・第四級は地方総合通信局長が発給)

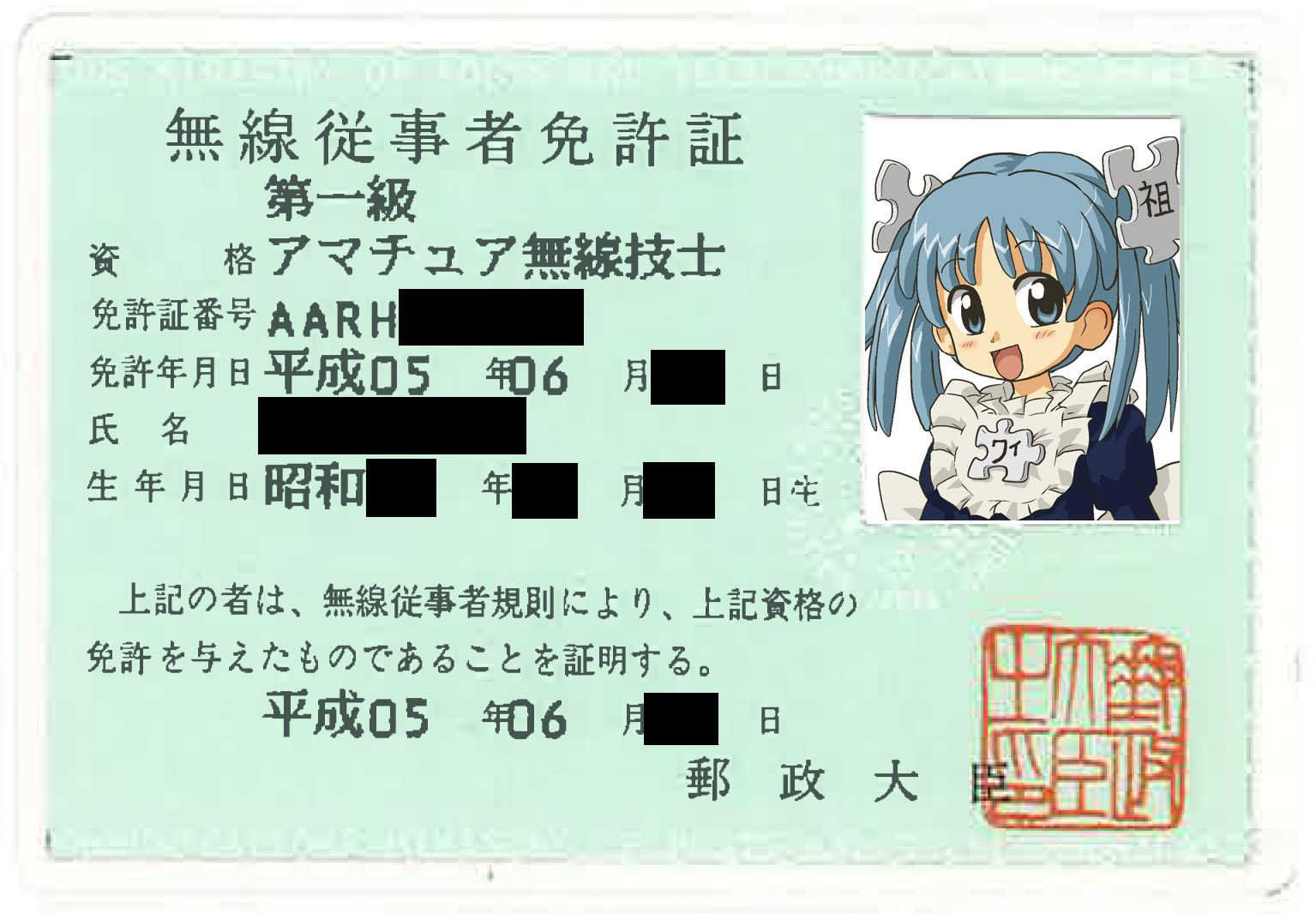
無線従事者免許証（旧様式）
平成22年3月まで発給
（第一級アマチュア無線技士）

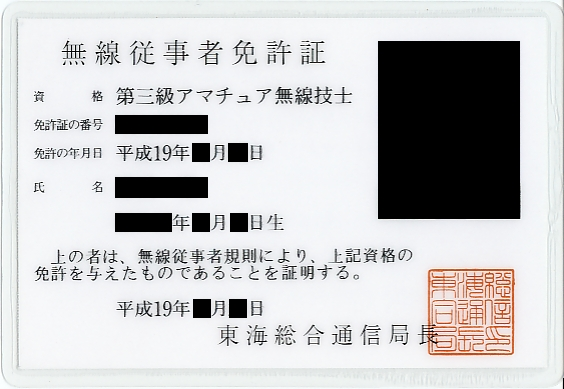
無線従事者免許証（旧様式）
平成22年3月まで発給
（第三級アマチュア無線技士）

アマチュア無線技士（アマチュアむせんぎし）は、無線従事者の一種で電波法第40条第1項第5号イからニに規定するものである。 
アマチュア無線技士が操作できる無線局は、電波法・政令では「アマチュア無線局」と、総務省令・告示では「アマチュア局」との文言となっている。本記事においては、電波法・政令の引用以外は「アマチュア局」で統一する。

## 概要
アマチュア無線技士の資格は、アマチュア無線局の操作を行うために必要な資格である（電波法第39条の13）。
平成元年の電波法改正（法律第67号）によりアマチュア無線技士の資格についても大きな改正が施され、①「無線従事者（アマチュア）」との見出しのもとに纏められるとともに（電波法第40条第1項第5号）、②電信級アマチュア無線技士が第三級アマチュア無線技士に、電話級アマチュア無線技士が第四級アマチュア無線技士に、それぞれ再編された。
なお、第一級アマチュア無線技士の資格は、電波法の制定当初から今日まで名称の変更も実質的な操作範囲の変更も行われていない、唯一の資格である（ただし、昭和33年法律第140号及び平成元年法律第67号の改正により根拠条項の規定方法が変更されているため、両改正法ともに施行前に付与された第一級アマチュア無線技士の資格を、改正法に規定する第一級アマチュア無線技士とみなす規定を置いている（昭和33年法律第140号附則第2項、平成元年法律第67号附則第2条）。
- 主任無線従事者制度（無線従事者の資格を有しないものであっても、主任無線従事者の監督を受けることにより無線設備の操作をすることができる制度。電波法第39条1項参照。）は、アマチュア無線局には適用されない。ただし、電波法39条の13ただし書きに基づく総務省令（電波法施行規則第34条の8ないし第38条の10）により、無資格者であっても、一定程度の操作を行うことが認められる場合がある。

アマチュア無線技士の資格では、金銭上の利益を得ることを目的とする無線局の運用はできない（すなわち、アマチュア無線技士の資格では、アマチュア無線局の運用のみ可能である）。それゆえ、アマチュア無線局以外の無線局（無線従事者の資格を有しなくても運用できるものを除く。）を運用するにあたっては、その操作内容に呼応した操作範囲の無線従事者の資格が必要である。
平成元年法律第67号の施行前は、旧無線従事者規則（昭和33年郵政省令第28号）において、他種別の無線従事者（第三級無線通信士・電話級無線通信士）との間に、無線工学関係の科目の免除が規定されていた。

## 操作範囲
電波法施行令第3条第3項による。（一部漢数字部分をアラビア数字で補足）
2023年3月27日現在
| 種別および英称                                                               | 操作範囲 |
| ---------------------------------------------------------------------------- | --- |
| 第一級アマチュア無線技士 （略称：1アマ） Amateur First-Class Radio Operator  | アマチュア無線局の無線設備の操作 |
| 第二級アマチュア無線技士 （略称：2アマ） Amateur Second-Class Radio Operator | アマチュア無線局の空中線電力二百ワット (200 W) 以下の無線設備の操作 |
| 第三級アマチュア無線技士 （略称：3アマ） Amateur Third-Class Radio Operator  | アマチュア無線局の空中線電力五十ワット (50 W) 以下の無線設備で十八メガヘルツ (18 MHz) 以上又は八メガヘルツ (8 MHz) 以下の周波数の電波を使用するものの操作 |
| 第四級アマチュア無線技士 （略称：4アマ） Amateur Fourth-Class Radio Operator | アマチュア無線局の無線設備で次に掲げるものの操作（モールス符号による通信操作を除く。） - 空中線電力十ワット (10 W) 以下の無線設備で二十一メガヘルツ (21 MHz) から三十メガヘルツ (30 MHz) まで又は八メガヘルツ (8 MHz) 以下の周波数の電波を使用するもの - 空中線電力二十ワット (20 W) 以下の無線設備で三十メガヘルツ (30 MHz) を超える周波数の電波を使用するもの |

過去には、電波法制定当初に規定された第二級アマチュア無線技士（略称：旧2アマ、現行の2アマとは異なる。）および政令無線従事者操作範囲令制定時に規定された電信級アマチュア無線技士（略称：電信アマ）、電話級アマチュア無線技士（略称：電話アマ）があった。
これらは、電話アマ（現4アマ）、3アマ、4アマとみなされる。
#沿革および#経過措置を参照。

### 相当資格
左記の無線従事者の資格により、右記のアマチュア無線技士の資格の操作の範囲に属する操作を行うことができる。（電波法施行令第3条第5項）
2023年3月27日現在
- 第一級・第二級総合無線通信士 - 1アマ
- 第三級総合無線通信士 - 2アマ
- 第一級・第二級・第四級海上無線通信士、航空無線通信士、第一級・第二級陸上無線技術士 - 4アマ

## 取得
#国家試験により取得する。
また、2・3・4アマは、総合通信局長の認定を受けた団体が実施する#養成課程を修了することができ免許を受けることができる。
この団体は認定施設者という。

### 欠格事由の適用除外
電波法第42条第3号には「著しい障害があって無線従事者たるに適しない者」に対し、無線従事者の免許を与えないことがあるという欠格事由がある。
引用の促音の表記は原文ママ
欠格事由の適用除外の条件として、著しく身体や目に障害のある者あと精神に障害があっても操作が可能な事から無線従事者の免許を取得できるとして、「障害があっても操作ができる無線設備が普及してきている」としてアマチュア無線技士として障害があっても取得できるとされるが、著しい無線機の誤操作や無線機器を破壊する等の危険性も危惧されるためである。

### 国家試験
国（地方電波監理局（1985年（昭和60年）に地方電気通信監理局と改称、1972年（昭和47年）設置の沖縄郵政管理事務所も含む。）が実施し、1アマ・旧2アマには一次試験と二次試験があり、年3回実施とされた。電信アマ・電話アマ新設の際は、1アマ・2アマは予備試験と本試験に改められ、電信アマ・電話アマは本試験のみ、年2回実施とされた。
1アマ・2アマの試験が一本化されて以降は年2回（4・10月）実施とされる。
実施団体の無線従事者国家試験センター（現日本無線協会）への移行後は、実施回数の増加、休日の実施が開始され、4アマについて東京の本部では毎週実施していた時期もあった。
実施日も平日から土曜・日曜を主にするようになり、本部以外は日曜のみの実施となった。
定期試験
- 1・2アマは、1997年（平成9年）より年3回（4・8・12月）本支部所在地で実施
- 3・4アマは、2000年代になり、次のように実施される。
  - 本支部で年4回から14回実施。ただし、試験地は本支部所在地とは限られない。
    - 統一日程でないので、試験日程・試験地は前年度と同じとは限られない。

  - 1999年（平成11年）10月より本部では上記に加えて月1回、同日中に試験受付・実施・結果発表・合格者の免許申請受付まで行う当日受付試験を行う。
    - アマチュア無線フェスティバルの実施月は行事の一環として会場内または近傍で、関西アマチュア無線フェスティバルでも実施する。

  - 2022年（令和4年）2月（2021年12月受験申請分）から、3アマ、4アマ従来の筆記試験に変わってCBT方式による試験に変更された[注 1][9][10]。

臨時試験が上記以外に学校等からの依頼により実施されることがある
注 日本無線協会は、試験問題および合格速報を公式ウェブサイトで公開している。

#### 試験科目
無線従事者規則（従前は無線従事者国家試験及び免許規則）第5条に規定されている。
1アマ
- 無線工学
  - 1.無線設備の理論、構造及び機能の概要
  - 2.空中線系等の理論、構造及び機能の概要
  - 3.無線設備及び空中線系等のための測定機器の理論、構造及び機能の概要
  - 4.無線設備及び空中線系並びに無線設備及び空中線系等のための測定機器の保守及び運用の概要
- 法規
  - 1.電波法及びこれに基づく命令の概要
    - 注 モールス符号の理解が含まれる。

  - 2.国際電気通信連合憲章、国際電気通信連合条約及び国際電気通信連合憲章に規定する無線通信規則の概要

2アマ
- 無線工学
  - 1.無線設備の理論、構造及び機能の基礎
  - 2.空中線系等の理論、構造及び機能の基礎
  - 3.無線設備及び空中線系等のための測定機器の理論、構造及び機能の基礎
  - 4.無線設備及び空中線系並びに無線設備及び空中線系等のための測定機器の保守及び運用の基礎
- 法規
  - 1アマに準ずる

3アマ
- 無線工学
  - 1.無線設備の理論、構造及び機能の初歩
  - 2.空中線系等の理論、構造及び機能の初歩
  - 3.無線設備及び空中線系等のための測定機器の理論、構造及び機能の初歩
  - 4.無線設備及び空中線系並びに無線設備及び空中線系等のための測定機器の保守及び運用の初歩
- 法規
  - 1.電波法及びこれに基づく命令の簡略な概要
    - 注 モールス符号の理解が含まれる。

  - 2.国際電気通信連合憲章、国際電気通信連合条約及び国際電気通信連合憲章に規定する無線通信規則の簡略な概要

4アマ
- 無線工学
  - 1.無線設備の理論、構造及び機能の初歩
  - 2.空中線系等の理論、構造及び機能の初歩
  - 3.無線設備及び空中線系の保守及び運用の初歩
- 法規
  - 電波法及びこれに基づく命令の簡略な概要に準ずる

#### 科目免除
琉球政府の旧第三級無線技術士は無線工学

#### 合格基準等
2011年（平成23年）10月現在の合格基準等から抜粋
| 種別  | 科目     | 問題数 | 問題形式                      | 満点 | 合格点 | 時間  |
| ----- | -------- | ------ | ----------------------------- | ---- | ------ | ----- |
| 1アマ | 無線工学 | 30     | 多肢選択式 マークシートを使用 | 150  | 105    | 150分 |
| 1アマ | 法規     | 30     | 多肢選択式 マークシートを使用 | 150  | 105    | 150分 |
| 2アマ | 無線工学 | 25     | 多肢選択式 マークシートを使用 | 125  | 87     | 150分 |
| 2アマ | 法規     | 30     | 多肢選択式 マークシートを使用 | 150  | 105    | 120分 |
| 3アマ | 無線工学 | 14     | 多肢選択式 マークシートを使用 | 70   | 45     | 70分  |
| 3アマ | 法規     | 16     | 多肢選択式 マークシートを使用 | 80   | 55     | 70分  |
| 4アマ | 無線工学 | 12     | 多肢選択式 マークシートを使用 | 60   | 40     | 60分  |
| 4アマ | 法規     | 12     | 多肢選択式 マークシートを使用 | 60   | 40     | 60分  |

視覚障碍者の試験方法は
- 1・2アマは点字による記述式
  - 無線工学・法規とも各5問
- 3・4アマは記述式による口述試験（口頭試問

その他、身体に障害のある人の受験については、試験地を管轄する本支部に相談する。

#### 受験料
2020年（令和2年）4月1日以降、1アマ9,600円、2アマ7,800円、3アマ5,400円、4アマ5,100円
- 受験票は原則として郵送によるので、受験票送付用郵送料（第二種郵便物料金）を合算して納付する。当日受付試験や臨時試験で受験票が郵送によらない場合には不要。
  - 2020年11月申請分（2021年1月期開催試験）より、従来の書面での申請が廃止されインターネット申請に一本化された。それに伴い、受験票が電子化されたため以降の試験では受験票送付用郵送料が不要となった[16]受験手数料の納付時に必要となる払込手数料は合算する必要がある。[17]。

#### 実施結果
| 年度         | 平成20年度 | 平成20年度 | 平成20年度 | 平成20年度 | 平成21年度 | 平成21年度 | 平成21年度 | 平成21年度 | 平成22年度 | 平成22年度 | 平成22年度 | 平成22年度 |
| ------------ | ---------- | ---------- | ---------- | ---------- | ---------- | ---------- | ---------- | ---------- | ---------- | ---------- | ---------- | ---------- |
| 資格         | 1アマ      | 2アマ      | 3アマ      | 4アマ      | 1アマ      | 2アマ      | 3アマ      | 4アマ      | 1アマ      | 2アマ      | 3アマ      | 4アマ      |
| 申請者数(人) | 2,292      | 1,506      | 2,511      | 5,009      | 2,118      | 1,461      | 2,332      | 4,377      | 2,166      | 1,257      | 2,383      | 3,920      |
| 受験者数(人) | 1,604      | 989        | 2,320      | 4,627      | 1,496      | 1,003      | 2,146      | 4,048      | 1,518      | 865        | 2,204      | 3,617      |
| 合格者数(人) | 647        | 403        | 1,724      | 3,053      | 655        | 404        | 1,646      | 2,765      | 707        | 364        | 1,697      | 2,529      |
| 合格率(％)   | 40.3       | 40.7       | 74.3       | 66.0       | 43.8       | 40.3       | 76.7       | 68.3       | 46.6       | 42.1       | 77.0       | 69.9       |
| 年度         | 平成23年度 | 平成23年度 | 平成23年度 | 平成23年度 | 平成24年度 | 平成24年度 | 平成24年度 | 平成24年度 | 平成25年度 | 平成25年度 | 平成25年度 | 平成25年度 |
| 資格         | 1アマ      | 2アマ      | 3アマ      | 4アマ      | 1アマ      | 2アマ      | 3アマ      | 4アマ      | 1アマ      | 2アマ      | 3アマ      | 4アマ      |
| 申請者数(人) | 2,274      | 1,566      | 2,757      | 4,481      | 2,849      | 2,092      | 2,603      | 4,111      | 2,618      | 1,811      | 2,466      | 3,430      |
| 受験者数(人) | 1,674      | 1,151      | 2,532      | 4,138      | 2,162      | 1,577      | 2,399      | 3,803      | 1,968      | 1,345      | 2,241      | 3,178      |
| 合格者数(人) | 738        | 585        | 2,035      | 3,008      | 1,031      | 779        | 1,860      | 2,734      | 913        | 695        | 1,779      | 2,319      |
| 合格率(％)   | 44.1       | 50.8       | 80.4       | 72.7       | 47.7       | 49.4       | 77.5       | 71.9       | 46.4       | 51.7       | 79.4       | 73.0       |
| 年度         | 平成26年度 | 平成26年度 | 平成26年度 | 平成26年度 | 平成27年度 | 平成27年度 | 平成27年度 | 平成27年度 | 平成28年度 | 平成28年度 | 平成28年度 | 平成28年度 |
| 資格         | 1アマ      | 2アマ      | 3アマ      | 4アマ      | 1アマ      | 2アマ      | 3アマ      | 4アマ      | 1アマ      | 2アマ      | 3アマ      | 4アマ      |
| 申請者数(人) | 2,400      | 1,499      | 2,286      | 2,901      | 2,221      | 1,358      | 2,412      | 3,008      | 2,314      | 1,171      | 2,401      | 3,056      |
| 受験者数(人) | 1,738      | 1,122      | 2,062      | 2,662      | 1,655      | 1,040      | 2,187      | 2,802      | 1,747      | 854        | 2,196      | 2,827      |
| 合格者数(人) | 835        | 516        | 1,610      | 1,959      | 719        | 509        | 1,735      | 2,040      | 801        | 389        | 1,777      | 2,115      |
| 合格率(％)   | 48.0       | 46.0       | 78.1       | 73.6       | 43.4       | 48.9       | 79.3       | 72.8       | 45.9       | 45.6       | 80.9       | 74.8       |
| 年度         | 平成29年度 | 平成29年度 | 平成29年度 | 平成29年度 | 平成30年度 | 平成30年度 | 平成30年度 | 平成30年度 | 令和元年度 | 令和元年度 | 令和元年度 | 令和元年度 |
| 資格         | 1アマ      | 2アマ      | 3アマ      | 4アマ      | 1アマ      | 2アマ      | 3アマ      | 4アマ      | 1アマ      | 2アマ      | 3アマ      | 4アマ      |
| 申請者数(人) | 2,359      | 1,098      | 2,132      | 3,107      | 2,177      | 1,063      | 2,116      | 2,805      | 2,069      | 984        | 2,173      | 3,076      |
| 受験者数(人) | 1,728      | 828        | 1,969      | 2,876      | 1,585      | 824        | 1,950      | 2,599      | 1,481      | 734        | 1,996      | 2,814      |
| 合格者数(人) | 534        | 393        | 1,554      | 2,184      | 670        | 395        | 1,536      | 2,047      | 523        | 351        | 1,600      | 2,214      |
| 合格率(％)   | 30.9       | 47.5       | 78.9       | 75.9       | 42.3       | 47.9       | 78.8       | 78.8       | 35.3       | 47.8       | 80.2       | 78.7       |
| 年度         | 令和2年度  | 令和2年度  | 令和2年度  | 令和2年度  | 令和3年度  | 令和3年度  | 令和3年度  | 令和3年度  | 令和4年度  | 令和4年度  | 令和4年度  | 令和4年度  |
| 資格         | 1アマ      | 2アマ      | 3アマ      | 4アマ      | 1アマ      | 2アマ      | 3アマ      | 4アマ      | 1アマ      | 2アマ      | 3アマ      | 4アマ      |
| 申請者数(人) | 2,184      | 1,076      | 1,793      | 2,349      | 1,977      | 1,080      | 2,322      | 2,692      | 1,732      | 970        | 2,429      | 2,190      |
| 受験者数(人) | 1,073      | 570        | 1,305      | 1,697      | 1,446      | 833        | 2,098      | 2,384      | 1,248      | 754        | 2,269      | 2,007      |
| 合格者数(人) | 300        | 306        | 1,061      | 1,392      | 424        | 431        | 1,701      | 1,916      | 389        | 371        | 1,873      | 1,536      |
| 合格率(％)   | 28.0       | 53.7       | 81.3       | 82.0       | 29.3       | 51.7       | 81.1       | 80.4       | 31.2       | 49.2       | 82.5       | 76.5       |
| 年度         | 令和5年度  | 令和5年度  | 令和5年度  | 令和5年度  |            |            |            |            |            |            |            |            |
| 資格         | 1アマ      | 2アマ      | 3アマ      | 4アマ      |            |            |            |            |            |            |            |            |
| 申請者数(人) | 1,509      | 821        | 2,127      | 1,749      |            |            |            |            |            |            |            |            |
| 受験者数(人) | 1,108      | 623        | 2,000      | 1,635      |            |            |            |            |            |            |            |            |
| 合格者数(人) | 276        | 322        | 1,531      | 1,240      |            |            |            |            |            |            |            |            |
| 合格率(％)   | 24.9       | 51.7       | 76.6       | 75.8       |            |            |            |            |            |            |            |            |

#### 試験の難易度
- 無線工学においては、3アマ・4アマは中学校卒業程度、2アマは高等学校卒業程度、1アマは大学1年修了程度または短期大学卒業程度とされる。中学校で扱われるオームの法則や高等学校の物理で扱われるホイートストンブリッジなどといったものから、1アマ・２アマにおいては、専門的なものが含まれる認定試験である（電気電子回路の概要など、基礎科目として扱われる程度のものが含まれる）。
- 法規においては、電波法及び関連政省令、3アマ以上は電波に関する国際条約やモールス符号の概要も出題される。各法律用語の意味を理解し、各法を遵守した無線局の運用・管理（監理）等ができるか否かが必要とされる。これは専門教養課程を修了した程度と言われ、これらの文章を読める事で国語力・読解力が試される。

#### その他
令和5年9月25日よりアマチュア無線従事者免許の交付申請と開局申請を同時にできるようになる予定である。

### 養成課程
養成課程は、
日本アマチュア無線連盟(JARL)が認定施設者となり、
1966年（昭和41年）に開始

された。当初は、電信アマと電話アマに対し次の計6コースが設定された。
| コース | 電話アマ                             | 電信アマ                                 |
| ------ | ------------------------------------ | ---------------------------------------- |
| 標準   | 受講制限無し                         | 受講制限無し                             |
| 短縮   | 選抜試験合格者及び同等以上の学歴の者 | 選抜試験合格者及び同等以上の学歴の者     |
| 移行   | 電信アマ現有者                       | 電話アマ現有者で電気通信術選抜試験合格者 |

実際には電話級標準、電話級短縮、電信級移行の3コースが主で、稀に電信級短縮が実施されていた。
以後、時間数の削減、認定施設者の日本アマチュア無線振興協会(JARD)への移行、営利事業者を含む新規参入、eラーニングによる授業とCBTによる修了試験が可能になる、2アマが対象となるなどの変遷があった。
授業時間数について、次の通りである
| コース                                                                                                | 無線工学 | 法規   | 受講資格                        |
| --- | -------- | ------ | ------------------------------- |
| 4アマ標準                                                                                             | 4時間    | 6時間  | 受講制限無し                    |
| 3アマ標準                                                                                             | 6時間    | 10時間 | 受講制限無し                    |
| 2アマ標準                                                                                             | 35時間   | 27時間 | 受講制限無し                    |
| 3アマ短縮                                                                                             | 2時間    | 4時間  | 4アマ（相当する資格者を含む。） |
| 2アマ短縮                                                                                             | 29時間   | 17時間 | 3アマ                           |
| 2アマ短縮                                                                                             | 31時間   | 21時間 | 4アマ（相当資格者を含む。）     |
| 2アマ短縮・3アマ短縮は総合通信局長が認定したもので、 各々、3アマ・4アマとの差分を授業するものである。 |          |        |                                 |

注　補講、復習などの時間を追加することを妨げるものではない。
- JARDは、2アマ短縮コースを集合形式とeラーニングの両者で、3アマ標準コースをeラーニングで実施する。
- eラーニングを実施する新規参入の認定施設者もある。
- 直近の認定状況（実施状況ではない。）については養成課程一覧[23]を参照。
- 視覚障害者を対象とした事例は極めて少ない。実施例[24]を参照。

修了試験の形式及び時間等
無線従事者規則に基づく総務省告示

による。
- 多肢選択式を原則としているが、マークシートによることは義務付けられておらず、CBTによることもできる。試験の一部を記述式とすることも妨げてはいない。また、視覚障害者に対する実施を考慮し、これら以外の方法もとれるとしている。

2015年（平成27年）4月1日

現在
| 種別  | 科目     | 問題数 | 満点 | 合格点 | 時間 |
| ----- | -------- | ------ | ---- | ------ | ---- |
| 2アマ | 無線工学 | 20     | 100  | 60     | 90分 |
| 2アマ | 法規     | 10     | 100  | 60     | 60分 |
| 3アマ | 無線工学 | 10     | 100  | 60     | 30分 |
| 3アマ | 法規     | 10     | 100  | 60     | 30分 |
| 4アマ | 無線工学 | 10     | 100  | 60     | 30分 |
| 4アマ | 法規     | 10     | 100  | 60     | 30分 |

- JARDのeラーニング授業の修了試験は、2アマ短縮コースは対面形式とCBTから選択、3アマ標準コースはCBTによる。
- eラーニングを実施する新規参入の認定施設者の修了試験はCBTによる。

受講料は認定施設者ごとに異なる。未成年者、中学生以下などの受講料を割り引く団体もある。
| 年度                    | 平成20年度 | 平成20年度 | 平成21年度 | 平成21年度 | 平成22年度 | 平成22年度 | 平成23年度 | 平成23年度 | 平成24年度 | 平成24年度 | 平成25年度 | 平成25年度 | 平成26年度 | 平成26年度 | 平成26年度 |
| ----------------------- | ---------- | ---------- | ---------- | ---------- | ---------- | ---------- | ---------- | ---------- | ---------- | ---------- | ---------- | ---------- | ---------- | ---------- | ---------- |
| 資格                    | 3アマ      | 4アマ      | 3アマ      | 4アマ      | 3アマ      | 4アマ      | 3アマ      | 4アマ      | 3アマ      | 4アマ      | 3アマ      | 4アマ      | 3アマ      | 3アマ      | 4アマ      |
| 実施件数                | 175        | 309        | 112        | 305        | 129        | 245        | 141        | 267        | 141        | 295        | 148        | 333        | 150        | 150        | 297        |
| 受講者数(人)            | 7,066      | 12,170     | 3,772      | 11,365     | 4,350      | 9,391      | 4,947      | 10,137     | 4,491      | 10,893     | 4,388      | 12,724     | 4,335      | 4,335      | 11,799     |
| 修了者数(人)            | 7,005      | 11,986     | 3,729      | 11,209     | 4,316      | 9,232      | 4,896      | 9,972      | 4,451      | 10,675     | 4,347      | 12,401     | 4,278      | 4,278      | 11,534     |
| 修了率(％)              | 99.1       | 98.5       | 98.9       | 98.6       | 99.2       | 98.3       | 99.0       | 98.4       | 99.1       | 98.0       | 99.1       | 97.5       | 98.7       | 98.7       | 97.8       |
| 年度                    | 平成28年度 | 平成28年度 | 平成28年度 | 平成29年度 | 平成29年度 | 平成29年度 | 平成30年度 | 平成30年度 | 平成30年度 | 令和元年度 | 令和元年度 | 令和元年度 | 令和2年度  | 令和2年度  | 令和2年度  |
| 資格                    | 2アマ      | 3アマ      | 4アマ      | 2アマ      | 3アマ      | 4アマ      | 2アマ      | 3アマ      | 4アマ      | 2アマ      | 3アマ      | 4アマ      | 2アマ      | 3アマ      | 4アマ      |
| 実施件数                | 4          | 158        | 303        | 3          | 159        | 351        | 4          | 158        | 377        | 5          | 146        | 289        | 5          | 129        | 257        |
| 受講者数(人)            | 76         | 3,894      | 10,489     | 34         | 4,125      | 10,7371    | 644        | 3,620      | 10,512     | 638        | 3,725      | 8,473      | 847        | 4,282      | 7,331      |
| 修了者数(人)            | 76         | 3,859      | 10,321     | 34         | 4,084      | 10,5261    | 498        | 3,589      | 10,309     | 503        | 3,569      | 8,335      | 694        | 4,019      | 7,198      |
| 修了率(％)              | 100.0      | 99.1       | 98.4       | 100.0      | 99.0       | 98.0       | 77.3       | 99.1       | 98.1       | 78.8       | 95.8       | 98.4       | 81.9       | 93.9       | 98.2       |
| 年度                    | 令和3年度  | 令和3年度  | 令和3年度  | 令和4年度  | 令和4年度  | 令和4年度  | 令和5年度  | 令和5年度  | 令和5年度  |            |            |            |            |            |            |
| 資格                    | 2アマ      | 3アマ      | 4アマ      | 2アマ      | 3アマ      | 4アマ      | 2アマ      | 3アマ      | 4アマ      |            |            |            |            |            |            |
| 実施件数                | 4          | 151        | 296        | 1          | 138        | 333        | 1          | 128        | 326        |            |            |            |            |            |            |
| 受講者数(人)            | 934        | 4,545      | 8,072      | 798        | 3,041      | 8,297      | 808        | 2,435      | 6,597      |            |            |            |            |            |            |
| 修了者数(人)            | 768        | 4,370      | 7,928      | 768        | 3,024      | 8,161      | 769        | 2,412      | 6,455      |            |            |            |            |            |            |
| 修了率(％)              | 82.2       | 96.1       | 98.2       | 96.2       | 99.4       | 98.4       | 95.2       | 99.1       | 97.8       |            |            |            |            |            |            |
| 注 平成27年度の発表なし |            |            |            |            |            |            |            |            |            |            |            |            |            |            |            |

### 取得者数
|              | 1アマ  | 2アマ  | 電信アマ | 電話アマ  |
| ------------ | ------ | ------ | -------- | --------- |
| 昭和33年度末 | 1,486  | ー     | ー       | 8,304     |
| 昭和34年度末 | 1,546  | 1,750  | 645      | 16,136    |
| 昭和35年度末 | 1,615  | 2,438  | 1,361    | 24,701    |
| 昭和36年度末 | 1,685  | 2,948  | 2,107    | 29,638    |
| 昭和37年度末 | 1,714  | 3,434  | 2,837    | 37,156    |
| 昭和38年度末 | 1,772  | 4,412  | 3,743    | 46,657    |
| 昭和39年度末 | 1,859  | 5,036  | 4,826    | 58,758    |
| 昭和40年度末 | 1,963  | 5,691  | 6,467    | 68,720    |
| 昭和41年度末 | 2,077  | 6,861  | 8,341    | 86,334    |
| 昭和42年度末 | 2,246  | 7,743  | 10,434   | 109,036   |
| 昭和43年度末 | 2,447  | 8,932  | 12,864   | 138,986   |
| 昭和44年度末 | 2,672  | 10,500 | 15,823   | 176,267   |
| 昭和45年度末 | 2,905  | 11,679 | 20,035   | 222,036   |
| 昭和46年度末 | 3,134  | 13,335 | 24,620   | 274,181   |
| 昭和47年度末 | 3,580  | 15,214 | 28,218   | 322,483   |
| 昭和48年度末 | 3,998  | 17,196 | 32,364   | 376,364   |
| 昭和49年度末 | 4,763  | 20,112 | 36,837   | 437,596   |
| 昭和50年度末 | 5,356  | 22,279 | 41,144   | 494,336   |
| 昭和51年度末 | 5,956  | 25,168 | 45,027   | 546,677   |
| 昭和52年度末 | 6,755  | 27,672 | 48,673   | 603,201   |
| 昭和53年度末 | 7,334  | 30,216 | 51,761   | 655,555   |
| 昭和54年度末 | 7,902  | 32,935 | 55,106   | 725,847   |
| 昭和55年度末 | 8,596  | 35,308 | 58,512   | 802,960   |
| 昭和56年度末 | 9,267  | 37,840 | 61,984   | 891,688   |
| 昭和57年度末 | 9,824  | 39,835 | 65,285   | 974,646   |
| 昭和58年度末 | 10,430 | 41,559 | 67,753   | 1,057,163 |
| 昭和59年度末 | 11,036 | 43,425 | 70,372   | 1,145,331 |
| 昭和60年度末 | 11,548 | 45,108 | 78,934   | 1,232,493 |
| 昭和61年度末 | 12,070 | 46,749 | 84,399   | 1,327,895 |
| 昭和62年度末 | 12,615 | 48,224 | 89,313   | 1,457,976 |
| 昭和63年度末 | 13,159 | 49,803 | 94,288   | 1,601,668 |
| 平成元年度末 | 13,581 | 51,775 | 98,895   | 1,760,072 |

|              | 1アマ  | 2アマ  | 3アマ   | 4アマ     |
| ------------ | ------ | ------ | ------- | --------- |
| 平成2年度末  | 14,003 | 54,675 | 114,026 | 1,919,683 |
| 平成3年度末  | 14,703 | 57,530 | 117,952 | 2,090,520 |
| 平成4年度末  | 15,160 | 60,416 | 123,040 | 2,253,482 |
| 平成5年度末  | 15,771 | 63,101 | 128,164 | 2,407,670 |
| 平成6年度末  | 16,382 | 66,025 | 132,580 | 2,550,918 |
| 平成7年度末  | 16,867 | 68,187 | 136,338 | 2,659,041 |
| 平成8年度末  | 18,735 | 69,598 | 140,043 | 2,733,351 |
| 平成9年度末  | 20,241 | 70,819 | 142,407 | 2,779,292 |
| 平成10年度末 | 20,995 | 71,517 | 144,113 | 2,812,711 |
| 平成11年度末 | 21,644 | 72,061 | 145,567 | 2,842,877 |
| 平成12年度末 | 22,115 | 72,383 | 146,455 | 2,863,163 |
| 平成13年度末 | 22,353 | 72,621 | 147,169 | 2,879,314 |
| 平成14年度末 | 22,594 | 72,854 | 147,923 | 2,894,522 |
| 平成15年度末 | 22,817 | 73,088 | 148,722 | 2,909,162 |
| 平成16年度末 | 23,050 | 73,281 | 149,404 | 2,924,065 |
| 平成17年度末 | 23,697 | 73,705 | 156,415 | 2,938,927 |
| 平成18年度末 | 24,685 | 74,147 | 169,149 | 2,956,733 |
| 平成19年度末 | 25,427 | 74,462 | 180,033 | 2,974,570 |
| 平成20年度末 | 26,065 | 74,846 | 188,545 | 2,989,533 |
| 平成21年度末 | 26,683 | 75,229 | 195,122 | 3,002,921 |
| 平成22年度末 | 27,406 | 75,573 | 201,390 | 3,014,774 |
| 平成23年度末 | 28,127 | 76,121 | 208,295 | 3,026,914 |
| 平成24年度末 | 29,138 | 76,872 | 214,552 | 3,039,958 |
| 平成25年度末 | 30,041 | 77,536 | 220,624 | 3,054,147 |
| 平成26年度末 | 30,837 | 77,973 | 226,666 | 3,067,592 |
| 平成27年度末 | 31,544 | 78,818 | 232,686 | 3,081,923 |
| 平成28年度末 | 32,327 | 79,922 | 238,765 | 3,094,964 |
| 平成29年度末 | 32,852 | 80,830 | 244,468 | 3,108,105 |
| 平成30年度末 | 33,495 | 81,698 | 249,893 | 3,120,290 |
| 令和元年度末 | 34,005 | 82,544 | 255,283 | 3,131,941 |
| 令和2年度末  | 34,293 | 83,475 | 260,075 | 3,140,695 |
| 令和3年度末  | 34,698 | 84,650 | 265,911 | 3,151,932 |
| 令和4年度末  | 35,146 | 85,869 | 272,163 | 3,165,127 |
| 令和5年度末  | 35,328 | 86,710 | 276,214 | 3,170,577 |

昭和33年より前の2アマ取得者は電話アマに切り替えされている。
この節の統計は、通信白書、資格・試験による。

## 外国での運用
総務省告示

にある国々とは、相互資格認証（アマチュア無線家間では、一般に「相互運用協定」と称される）が締結されている。基本的な組み立ては「日本のアマチュア無線技士の資格により、その国のアマチュア無線局の運用許可が取得できる」というものであるが、相手国の一部には「日本国が発行したアマチュア無線技士の資格証明書及び無線局の免許状を所持することを条件に、別途申請の必要なく、一定の期間を上限に、一定の限度で運用することが認められる」というものもある。
2016年（平成28年）12月20日

現在
- アメリカ
- ドイツ
- カナダ
- オーストラリア
- フランス
- 大韓民国
- フィンランド
- アイルランド
- ペルー
- ニュージーランド
- インドネシア
  - 欧州郵便電気通信主管庁会議(CEPT)勧告T/R61-02付録第2号別表第1号に規定される国

但し、国毎に独自の制限が加わる。

- アメリカ、フランス、オーストラリア、ニュージーランドは、事前に運用許可を取得する必要はない。

- - アメリカ
    - 運用できる範囲は、自局に指定されている電波の型式、周波数、空中線電力の範囲内でかつAmateur Extra Class（最上級）の操作範囲内である。日本でアマチュア局を運用していなければいけない。
    - アメリカですでにアマチュア局を開局している場合は、相互運用協定に基づく運用はできない。アメリカでアマチュア局を開局すると相互運用協定による許可は無効になる。
    - 4アマは30MHz以下の周波数での運用は認められない。

  - オーストラリア
    - 3・4アマは30MHz以上、出力10W以下の運用に限られる。

  - ニュージーランド
    - 3・4アマは運用できない。

アマチュア無線技士の資格のうちの一部の資格のみが、運用許可の申請・許可証の取得の対象とされる場合もある。
- 欧州郵便電気通信主管庁会議(CEPT)勧告T/R61-02付録第2号別表第1号に規定される国
  - １アマのみが対象とされる。

相互運用協定が締結されていない国でも許可される場合がある。アマチュア無線#日本から見た相互運用を参照。

## 歴史
前史
- 1915年（大正4年）- この年に施行された無線電信法には、アマチュア無線に限定した資格制度は存在しなかった。
  - 1950年（昭和25年）の廃止時に至るまで変わらなかった。
- 1927年（昭和2年）- アマチュア局が「私設無線電信無線電話施設」[注 3]として許可され法律上の地位を得た。
  - 従事するには（プロの）無線通信士の資格を要するのが基本であり、資格を有しない者が今日的意味でのアマチュア局を開設したい場合は個々に能力試験[注 4]を行い、合格者に従事することが許可された。能力試験は一度合格すれば、再開局（含む継続）や他逓信局管轄区域へ移動の際は試験が省略された[32]。
- 1940年（昭和15年）- 12月以降は、私設無線電信電話実験施設の運用に無線通信士第二級又は電気通信技術者第三級（無線）以上の資格を要求された。
  - おおむね第二級総合無線通信士又は第二級陸上無線技術士以上に相当し、純然たるアマチュア局にもプロの資格が求められることになった。
- 1941年（昭和16年）- 12月8日の太平洋戦争勃発に伴い私設無線電信電話実験施設の運用は禁止された。
  - 戦後の再開時に施設の従事許可は無効とされた。

| 年                                              | 変遷 |
| ----------------------------------------------- | --- |
| 1950年 （昭和25年）                             | 6月に電波法、電波法施行規則、無線従事者国家試験及び免許規則が施行された。 操作範囲は電波法に規定された。 1アマ：アマチユア無線局の無線設備の通信操作及び技術操作 2アマ：空中線電力100W以下で50Mc以上又は8Mc以下の周波数を使用するアマチユア無線局の無線電話の通信操作及び技術操作 - 各級無線通信士、無線技術士の操作範囲にアマチュア無線技士の操作範囲は含まれていなかった。 - 1アマの電気通信術の能力は、1分間60字の速度の欧文普通語および50字の速度の和文による約5分間の手送り送信および音響受信 - 国家試験は、一次試験と二次試験の2段階とされた。 - 一次試験は2月、6月、10月に実施、二次試験の日時は合格者にその都度通知するものとされた。 - 免許の日から1年以内の受験時における無線通信士、無線技術士、アマチュア無線技士および特殊無線技士の（一部を除く。）相互間での試験科目の免除が規定された。 - 免許証の交付者は電波監理委員会 11月に無線従事者国家試験及び免許規則は全部改正された。 - 免許の日から1年以内の受験時における無線通信士、無線技術士およびアマチュア無線技士の（一部を除く。）相互間での試験科目の免除が規定された。 |
| 1951年 （昭和26年）                             | 第一回の国家試験を施行 - 合格者1アマ47名、2アマ59名 |
| 1952年 （昭和27年）                             | 電波監理委員会廃止、通信行政は郵政省に移管 - 免許証の交付者は郵政省 |
| 1958年 （昭和33年）                             | 無線従事者操作範囲令制定 操作範囲は無線従事者操作範囲令に規定され、電信アマと電話アマが新設 1アマ：アマチユア無線局の無線設備の操作 2アマ：アマチユア無線局の空中線電力100W以下の無線設備で28000kc以上又は8000kc以下の周波数の電波を使用するものの操作 電信アマ：アマチユア無線局の空中線電力10W以下の無線電信で50Mc以上又は8000kc以下の周波数の電波を使用するものの操作 電話アマ：アマチユア無線局の空中線電力10W以下の無線電話で50Mc以上又は8000kc以下の周波数の電波を使用するものの操作 無線従事者国家試験及び免許規則は全部改正、電気通信術の能力は、 - 2アマ：1分間45字の速度の欧文普通語による約5分間の手送り送信および音響受信 - 電信アマ：1分間25字の速度の欧文普通語による約5分間の手送り送信および音響受信 従前の2アマは電話アマとみなされ、1963年（昭和38年）までに電気通信術試験に合格すれば2アマになれた。 - 以後、新しい2アマとの区別のため、旧2アマと称する。 各級無線通信士、無線技術士の操作範囲にアマチュア無線技士の操作範囲が加わった。 試験の種別は、1・2アマは予備試験と本試験、電信・電話アマは本試験のみとされた。 - 1・2アマの予備試験と電信・電話アマの本試験は4月、10月に、1・2アマの本試験は5月、11月に実施するものとされた。 - 1・2アマの第三級・電話級無線通信士および特殊無線技士への、航空級・電話級無線通信士および無線技術士の1・2・電信アマへの科目免除が規定された。 - 1・2アマの予備試験と電気通信術に合格した月から3年間の科目免除が規定された。 11月5日の時点で有効な免許証は終身有効となった。 - 免許証の交付者は郵政大臣。 目の見えない者が電話アマになれることとなった。 |
| 1959年 （昭和34年）                             | 電信アマ・電話アマの国家試験を施行、受験者数は電信アマ1503名、電話アマ1万5288名 |
| 1961年 （昭和36年）                             | 2アマに14Mc帯と21Mc帯が、電信・電話アマに21Mc帯と28Mc帯が開放された。 1アマ：アマチユア無線局の無線設備の操作 2アマ：アマチユア無線局の空中線電力100W以下の無線設備の操作 電信アマ：アマチユア無線局の空中線電力10W以下の無線電信で21Mc以上又は8Mc以下の周波数の電波を使用するものの操作 電話アマ：アマチユア無線局の空中線電力10W以下の無線電話で21Mc以上又は8Mc以下の周波数の電波を使用するものの操作 |
| 1964年 （昭和39年）                             | 1・2アマの試験が、本試験のみとなった。 電気通信術の能力は、 - 1アマ：1分間60字の速度の欧文普通語および50字の速度の和文による約3分間の手送り送信および音響受信 - 2アマ：1分間45字の速度の欧文普通語による約2分間の手送り送信および音響受信 - 電信アマ：1分間25字の速度の欧文普通語による約1分間の手送り送信および音響受信 |
| 1965年 （昭和40年）                             | 養成課程によっても無線従事者の免許が取得できるようになった。また、目の見えない者が電信アマになれることとなった。 |
| 1966年 （昭和41年）                             | JARLによる養成課程開始 |
| 1972年 （昭和47年）                             | 沖縄返還 - 沖縄郵政管理事務所設置、沖縄県における地方電波監理局の機能を担う。 - 沖縄の第一級、第二級、電信級、電話級アマチュア無線技士は、各々本土の1アマ、2アマ、電信アマ、電話アマとみなされた。 - 旧第三級無線技術士は国家試験の無線工学が免除されることとなった。 計量法が改正され、周波数の単位がサイクル（c）からヘルツ（Hz）となった。 |
| 1975年 （昭和50年）                             | 電信・電話アマの免許証の交付者は、地方電波監理局長または沖縄郵政管理事務所長となった。 |
| 1978年 （昭和53年）                             | 目の見えない者が1・2アマになれることとなった。 |
| 1981年 （昭和56年）                             | 無線従事者国家試験センターが電話アマ試験の指定試験機関に指定された。 |
| 1982年 （昭和57年）                             | 電信・電話アマの操作できる電波型式が拡大した。 1アマ：アマチユア無線局の無線設備の操作 2アマ：アマチユア無線局の空中線電力100W以下の無線設備の操作 電信アマ：アマチユア無線局の空中線電力10W以下の無線設備で21MHz以上又は8MHz以下の周波数の電波を使用するものの操作 電話アマ：アマチユア無線局の空中線電力10W以下の無線設備で21MHz以上又は8MHz以下の周波数の電波を使用するものの操作（モールス符号による通信操作を除く。） |
| 1983年 （昭和58年）                             | 欠格事由の適用除外の範囲が拡大され、次の者に免許が与えられるようになった。 - 耳が聞こえ、口が利けるか又は目の見える者に全ての資格 - 耳が聞こえる者（口の利ける者及び又は目の見える者を除く）に1・2・電信アマ - 目の見える者（耳の聞こえる者を除く。）に電話アマ 無線従事者国家試験及び免許規則は無線従事者規則と改称された。 免許証が手帳型からラミネート処理にかわった。また、申請にあたり医師の診断書の添付が原則として不要となった。 |
| 1984年 （昭和59年）                             | 無線従事者国家試験センターが電信アマ試験の指定試験機関に指定された。 |
| 1985年 （昭和60年）                             | 地方電波監理局が、地方電気通信監理局と改称 - 電信・電話アマの免許証の交付者は地方電気通信監理局長または沖縄郵政管理事務所長 電信アマの電気通信術試験から送信が削除され受信のみに、電話アマ（及び#相当資格）は学科試験が免除され電気通信術試験に合格すれば電信アマの資格が取れることとなった（移行措置、1990年まで） - 航空級・電話級無線通信士と無線技術士も電話アマと同様 |
| 1988年 （昭和63年）                             | 1・2アマの電気通信術試験から送信が削除され受信のみとなった。また筆記試験が記述式から多肢選択式となった。 |
| 1989年 （平成元年）                             | 無線従事者の操作の範囲等を定める政令制定、空中線電力に応じ1アマから4アマの四種として、翌年施行するとされた。 - 1アマ：アマチュア無線局の無線設備の操作 - 2アマ：アマチュア無線局の空中線電力100W以下の無線設備の操作 - 3アマ：アマチュア無線局の空中線電力25W以下の無線設備で18MHz以上又は8MHz以下の周波数の電波を使用するものの操作 - 4アマ：アマチュア無線局の空中線電力10W以下の無線設備で21MHz以上又は8MHz以下の周波数の電波を使用するものの操作（モールス符号による通信操作を除く。） |
| 1990年 （平成2年）                              | 無線従事者の操作の範囲等を定める政令施行、無線従事者操作範囲令は廃止 - 電信アマは3アマに、電話アマは4アマにみなされた。 - 3アマに18MHz帯が開放された。 無線従事者規則が全部改正された。 - 3アマの無線工学に測定機器が、法規に国際条約が追加され、電気通信術の能力は1分間25字の速度の欧文普通語による約2分間の音響受信となった（工学の内容はAM音声の他にSSBやFMも使える電話アマの方が電信アマより高度だった）。 - 4アマが3アマを取得するには、電気通信術のみだけではなく筆記試験にも合格しなければならなくなった。 - 1・2アマの第三級・電話級無線通信士および特殊無線技士への、航空級・電話級無線通信士および無線技術士の1・2・電信アマへの科目免除が廃止された。 日本無線協会が2、1アマ試験の指定試験機関に指定された。 |
| 1991年 （平成3年）                              | JARD設立、養成課程はJARLから移行すると決定 |
| 1992年 （平成4年）                              | 耳が聞こえ、口の利ける者がなれる者に4アマも加わった。 |
| 1993年 （平成5年）                              | JARDが養成課程を開始 |
| 1996年 （平成8年）                              | 2・3・4アマの操作できる空中線電力が拡大された。 - 2アマ：アマチュア無線局の空中線電力二百ワット以下の無線設備の操作 - 3アマ：アマチュア無線局の空中線電力五十ワット以下の無線設備で十八メガヘルツ以上又は八メガヘルツ以下の周波数の電波を使用するものの操作 - 4アマ：アマチュア無線局の無線設備で次に掲げるものの操作（モールス符号による通信操作を除く。) 1. 空中線電力十ワット以下の無線設備で二十一メガヘルツから三十メガヘルツまで又は八メガヘルツ以下の周波数の電波を使用するもの 2. 空中線電力二十ワット以下の無線設備で三十メガヘルツを超える周波数の電波を使用するもの 1アマの電気通信術試験から和文受信が削除され、欧文受信のみとなった。 |
| 1997年 （平成9年）                              | 無線局認定点検事業規則（現登録検査等事業者等規則）制定 - 1アマが点検員になることができるようになった。 |
| 2000年 （平成12年）                             | 耳の聞こえない者、口の利けない者または目の見えない者に対する適用除外の範囲が拡大された。 |
| 2001年 （平成13年）                             | 郵政省廃止、通信行政は総務省に移管 - 免許証の交付者は、1・2アマが総務大臣、3・4アマが総合通信局長または沖縄総合通信事務所長 電波法施行令制定、無線従事者の操作の範囲等を定める政令は廃止 |
| 2005年 （平成17年）                             | 電気通信術の能力の緩和 - 1・2アマは、1分間25字の速度の欧文普通語による約2分間の音響受信 - 3アマは、電気通信術が廃止され法規にモールス符号の理解度に関する問題が出題 - 問題数は2問又は3問、試験時間は10分延長され70分 となった。 |
| 2009年 （平成21年）                             | 営利団体が養成課程を実施できることとなった。 7月にNPO法人ラジオ少年が北海道総合通信局より養成課程の認定を受けた。 |
| 2010年 （平成22年）                             | 免許証が、ラミネート処理からホログラム付きプラスチックカードに変わり、英語で免許の内容が付記されるようになった。 10月に株式会社QCQ企画が関東総合通信局より養成課程の認定を受けた。 |
| 2011年 （平成23年）                             | 1・2アマの電気通信術が廃止され、法規にモールス符号の理解度に関する問題が出題される事となった。 - 問題数は5問、試験時間は30分延長され150分、実施は12月期から。 |
| 2013年 （平成25年）                             | 養成課程でeラーニングによる授業とCBTによる修了試験ができることとなった。 |
| 2014年 （平成26年）                             | 6月に電気理科クラブが関東総合通信局より養成課程の認定を受けた。 |
| 2015年 （平成27年）                             | 2アマが養成課程の対象となった。 7月よりJARDが2アマ養成課程を開始 |
| 2019年 （4月30日まで平成31年、5月から令和元年） | 身体機能の障害に関わらず取得できることになった。 技適未取得機器による実験等の特例が制度化された。 - 総務大臣が「1アマは技術を満たした事を認めた」ことによって、技術基準適合があると認めた。 |
| 2021年 （令和3年）                              | 11月申請分の国家試験より、従来の書面による受験申請が廃止されインターネット上からの申請に一本化された。 従来、受験票に添付していた証明写真は、受験申請時に電子データとして添付する必要がある。 |
| 2022年 （令和4年）                              | 2月より、3アマ・4アマのCBT方式による試験が開始された。 |
| 注 引用の拗音の表記は原文ママ                   | |

### 国家試験の科目免除
かつての国家試験には、他種別の無線従事者のアマチュア無線技士に、およびアマチュア無線技士の他種別の無線従事者に対する科目免除があった。無線従事者国家試験及び免許規則または無線従事者規則の主要な改正の施行時のものを示す。
制定当初の科目免除は現有資格の国家試験合格月の月初から1年間であった。
| 現有資格         | 受験資格                | 受験資格                | 受験資格 | 受験資格   | 受験資格             | 免除科目 | 免除科目 | 免除科目       | 免除科目    | 免除科目    |
| ---------------- | ----------------------- | ----------------------- | -------- | ---------- | -------------------- | -------- | -------- | -------------- | ----------- | ----------- |
| 現有資格         | 第 三 級 無 線 通 信 士 | 電 話 級 無 線 通 信 士 | 1 ア マ  | 旧 2 ア マ | 特 殊 無 線 技 士 甲 | 全 科 目 | 一次     | 一次           | 二次        | 二次        |
| 現有資格         | 第 三 級 無 線 通 信 士 | 電 話 級 無 線 通 信 士 | 1 ア マ  | 旧 2 ア マ | 特 殊 無 線 技 士 甲 | 全 科 目 | 無 線 学 | 無 線 電 話 学 | 口 頭 試 問 | 無 線 実 験 |
| 第二級無線通信士 |                         |                         | ○        |            | ○                    | ○        |          |                |             |             |
| 第三級無線通信士 |                         |                         | ○        | ○          | ○                    | ○        |          |                |             |             |
| 電話級無線通信士 |                         |                         |          | ○          | ○                    | ○        |          |                |             |             |
| 第一級無線技術士 | ○                       |                         |          |            |                      |          | ○        |                | ○           | ○           |
| 第一級無線技術士 |                         | ○                       |          |            |                      |          |          | ○              |             | ○           |
| 第一級無線技術士 |                         |                         | ○        |            |                      |          | ○        |                |             | ○           |
| 第一級無線技術士 |                         |                         |          | ○          | ○                    | ○        |          |                |             |             |
| 第二級無線技術士 | ○                       |                         | ○        |            |                      |          | ○        |                |             | ○           |
| 第二級無線技術士 |                         | ○                       |          |            |                      |          |          | ○              |             | ○           |
| 第二級無線技術士 |                         |                         |          | ○          | ○                    | ○        |          |                |             |             |
| 1アマ            | ○                       |                         |          |            |                      |          | ○        |                |             |             |
| 1アマ            |                         | ○                       |          |            |                      |          |          | ○              |             | ○           |
| 1アマ            |                         |                         |          |            | ○                    | ○        |          |                |             |             |
| 旧2アマ          |                         | ○                       |          |            |                      |          |          |                |             | ○           |
| 旧2アマ          |                         |                         |          |            | ○                    |          |          |                |             | ○           |
| 特殊無線技士甲   |                         |                         |          | ○          |                      |          |          |                |             | ○           |

| 現有資格         | 受験資格                | 受験資格                | 受験資格 | 受験資格   | 免除科目 | 免除科目    | 免除科目    | 免除科目    | 免除科目 | 免除科目       |
| ---------------- | ----------------------- | ----------------------- | -------- | ---------- | -------- | ----------- | ----------- | ----------- | -------- | -------------- |
| 現有資格         | 第 三 級 無 線 通 信 士 | 電 話 級 無 線 通 信 士 | 1 ア マ  | 旧 2 ア マ | 全 科 目 | 一次        | 一次        | 一次        | 二次     | 二次           |
| 現有資格         | 第 三 級 無 線 通 信 士 | 電 話 級 無 線 通 信 士 | 1 ア マ  | 旧 2 ア マ | 全 科 目 | 電気 通信術 | 電気 通信術 | 無 線 実 験 | 無 線 学 | 無 線 電 話 学 |
| 現有資格         | 第 三 級 無 線 通 信 士 | 電 話 級 無 線 通 信 士 | 1 ア マ  | 旧 2 ア マ | 全 科 目 | 電 信       | 電 話       | 無 線 実 験 | 無 線 学 | 無 線 電 話 学 |
| 第一級無線通信士 |                         |                         | ○        |            | ○        |             |             |             |          |                |
| 第二級無線通信士 |                         |                         | ○        |            | ○        |             |             |             |          |                |
| 第三級無線通信士 |                         |                         | ○        |            |          | ○           |             |             |          |                |
| 第三級無線通信士 |                         |                         |          | ○          |          |             |             |             | ○        |                |
| 電話級無線通信士 | ○                       |                         |          |            |          |             | ○           |             |          |                |
| 電話級無線通信士 |                         |                         |          | ○          |          |             |             |             | ○        |                |
| 無線技術士       | ○                       |                         | ○        |            |          |             |             | ○           | ○        |                |
| 無線技術士       |                         | ○                       |          |            |          |             |             | ○           |          | ○              |
| 無線技術士       |                         |                         |          | ○          |          |             |             | ○           |          |                |
| 1アマ            | ○                       |                         |          |            |          |             |             | ○           | ○        |                |
| 1アマ            |                         | ○                       |          |            |          |             |             | ○           |          | ○              |
| 旧2アマ          |                         | ○                       |          |            |          |             |             |             |          | ○              |

| 現有資格         | 受験資格                | 受験資格                | 受験資格 | 受験資格   | 免除科目 | 免除科目    | 免除科目    | 免除科目    | 免除科目 | 免除科目       |
| ---------------- | ----------------------- | ----------------------- | -------- | ---------- | -------- | ----------- | ----------- | ----------- | -------- | -------------- |
| 現有資格         | 第 三 級 無 線 通 信 士 | 電 話 級 無 線 通 信 士 | 1 ア マ  | 旧 2 ア マ | 全 科 目 | 一次        | 一次        | 一次        | 二次     | 二次           |
| 現有資格         | 第 三 級 無 線 通 信 士 | 電 話 級 無 線 通 信 士 | 1 ア マ  | 旧 2 ア マ | 全 科 目 | 電気 通信術 | 電気 通信術 | 無 線 実 験 | 無 線 学 | 無 線 電 話 学 |
| 現有資格         | 第 三 級 無 線 通 信 士 | 電 話 級 無 線 通 信 士 | 1 ア マ  | 旧 2 ア マ | 全 科 目 | 電 信       | 電 話       | 無 線 実 験 | 無 線 学 | 無 線 電 話 学 |
| 第一級無線通信士 |                         |                         | ○        |            | ○        |             |             |             |          |                |
| 第二級無線通信士 |                         |                         | ○        |            | ○        |             |             |             |          |                |
| 第三級無線通信士 |                         |                         | ○        |            |          | ○           |             |             |          |                |
| 第三級無線通信士 |                         |                         |          | ○          |          |             |             |             | ○        |                |
| 航空級無線通信士 |                         |                         |          | ○          |          |             |             |             | ○        |                |
| 電話級無線通信士 | ○                       |                         |          |            |          |             | ○           |             |          |                |
| 電話級無線通信士 |                         |                         |          | ○          |          |             |             |             | ○        |                |
| 無線技術士       | ○                       |                         | ○        |            |          |             |             | ○           | ○        |                |
| 無線技術士       |                         | ○                       |          |            |          |             |             | ○           |          | ○              |
| 無線技術士       |                         |                         |          | ○          |          |             |             | ○           |          |                |
| 1アマ            | ○                       |                         |          |            |          |             |             | ○           | ○        |                |
| 1アマ            |                         | ○                       |          |            |          |             |             | ○           |          | ○              |
| 旧2アマ          |                         | ○                       |          |            |          |             |             |             |          | ○              |

| 現有資格         | 受験資格                | 受験資格                | 受験資格 | 受験資格 | 受験資格    | 受験資格       | 受験資格       | 免除科目       | 免除科目             | 免除科目             | 免除科目    | 免除科目             |
| ---------------- | ----------------------- | ----------------------- | -------- | -------- | ----------- | -------------- | -------------- | -------------- | -------------------- | -------------------- | ----------- | -------------------- |
| 現有資格         | 第 三 級 無 線 通 信 士 | 電 話 級 無 線 通 信 士 | 1 ア マ  | 2 ア マ  | 電 信 ア マ | 特殊無線技士   | 特殊無線技士   | 電 気 通 信 術 | 無 線 工 学 の 基 礎 | 無 線 工 学 の 応 用 | 無 線 工 学 | 無 線 電 話 取 扱 法 |
| 現有資格         | 第 三 級 無 線 通 信 士 | 電 話 級 無 線 通 信 士 | 1 ア マ  | 2 ア マ  | 電 信 ア マ | 無 線 電 話 甲 | 無 線 電 話 乙 | 電 気 通 信 術 | 無 線 工 学 の 基 礎 | 無 線 工 学 の 応 用 | 無 線 工 学 | 無 線 電 話 取 扱 法 |
| 第三級無線通信士 |                         |                         | ○        |          |             |                |                | ○              |                      |                      |             |                      |
| 無線技術士       | ○                       | ○                       | ○        | ○        |             |                |                |                | ○                    | ○                    |             |                      |
| 無線技術士       |                         |                         |          |          | ○           |                |                |                |                      |                      | ○           |                      |
| 1アマ            | ○                       | ○                       |          |          |             |                |                |                | ○                    | ○                    |             |                      |
| 1アマ            |                         |                         |          |          |             | ○              | ○              |                |                      |                      |             | ○                    |
| 2アマ            |                         | ○                       |          |          |             |                |                |                | ○                    | ○                    |             |                      |
| 2アマ            |                         |                         |          |          |             | ○              | ○              |                |                      |                      |             | ○                    |

| 現有資格         | 受験資格 | 受験資格 | 受験資格    | 免除科目       | 免除科目 | 免除科目    |
| ---------------- | -------- | -------- | ----------- | -------------- | -------- | ----------- |
| 現有資格         | 1 ア マ  | 2 ア マ  | 電 信 ア マ | 電 気 通 信 術 | 法 規    | 無 線 工 学 |
| 第三級無線通信士 | ○        |          |             | ○              |          |             |
| 航空級無線通信士 |          |          | ○           |                | ○        | ○           |
| 電話級無線通信士 |          |          | ○           |                | ○        | ○           |
| 無線技術士       | ○        | ○        |             |                |          | ○           |
| 無線技術士       |          |          | ○           |                | ○        | ○           |

| 現有資格 | 受験資格                | 受験資格                | 受験資格          | 受験資格       | 受験資格       | 受験資格       | 受験資格       | 免除科目    | 免除科目    |
| -------- | ----------------------- | ----------------------- | ----------------- | -------------- | -------------- | -------------- | -------------- | ----------- | ----------- |
| 現有資格 | 第 三 級 無 線 通 信 士 | 電 話 級 無 線 通 信 士 | 特殊無線技士      | 特殊無線技士   | 特殊無線技士   | 特殊無線技士   | 特殊無線技士   | 予 備 試 験 | 無 線 工 学 |
| 現有資格 | 第 三 級 無 線 通 信 士 | 電 話 級 無 線 通 信 士 | 国 際 無 線 電 話 | 無 線 電 話 甲 | 無 線 電 話 乙 | 無 線 電 話 丙 | 無 線 電 話 丁 | 予 備 試 験 | 無 線 工 学 |
| 1アマ    | ○                       |                         |                   |                |                |                |                | ○           | ○           |
| 1アマ    |                         | ○                       | ○                 | ○              | ○              | ○              | ○              |             | ○           |
| 2アマ    |                         | ○                       | ○                 | ○              | ○              | ○              | ○              |             | ○           |

資格再編後は、他種別の無線従事者のアマチュア無線技士に、およびアマチュア無線技士の他種別の無線従事者に対する科目免除は規定されていない。
但し、琉球政府の旧第三級無線技術士の無線工学の科目免除は有効でとしてある。
電気通信術
無線従事者規則には、かつて1・2アマの電気通信術の国家試験に、合格した月から3年間の科目免除があり、総合無線通信士（資格再編前は第一級・第二級・第三級無線通信士）の試験の科目合格によるものを含んでいた。
さらに、2005年の条件緩和以降は、3アマ以上の現有資格が同等以上の速度の試験の合格によるものであれば科目免除された。
また、総務省告示に総合無線通信士（同前）の電気通信術が科目免除される学校等の卒業の日から3年間の免除があった。
これらの規定は試験の廃止に伴い2011年に全廃された。

### 電気通信術の能力
電気通信術の能力について、無線従事者国家試験及び免許規則または無線従事者規則の改正の施行時毎に再掲する。
| 施行日                     | 1アマ         | 1アマ         | 1アマ         | 1アマ         | 2アマ         | 2アマ         | 電信アマまたは3アマ | 電信アマまたは3アマ |
| -------------------------- | ------------- | ------------- | ------------- | ------------- | ------------- | ------------- | ------------------- | ------------------- |
| 施行日                     | 和文          | 和文          | 欧文          | 欧文          | 欧文          | 欧文          | 欧文                | 欧文                |
| 施行日                     | 送信          | 受信          | 送信          | 受信          | 送信          | 受信          | 送信                | 受信                |
| 1950年（昭和25年）6月30日  | 50字/分で 5分 | 50字/分で 5分 | 60字/分で 5分 | 60字/分で 5分 | －            | －            | －                  | －                  |
| 1958年（昭和33年）11月5日  | 50字/分で 5分 | 50字/分で 5分 | 60字/分で 5分 | 60字/分で 5分 | 45字/分で 5分 | 45字/分で 5分 | 25字/分で 5分       | 25字/分で 5分       |
| 1964年（昭和39年）12月28日 | 50字/分で 3分 | 50字/分で 3分 | 60字/分で 3分 | 60字/分で 3分 | 45字/分で 2分 | 45字/分で 2分 | 25字/分で 1分       | 25字/分で 1分       |
| 1985年（昭和60年）1月1日   | 50字/分で 3分 | 50字/分で 3分 | 60字/分で 3分 | 60字/分で 3分 | 45字/分で 2分 | 45字/分で 2分 | －                  | 25字/分で 1分       |
| 1988年（昭和63年）11月18日 | －            | 50字/分で 3分 | －            | 60字/分で 3分 | －            | 45字/分で 2分 | －                  | 25字/分で 1分       |
| 1990年（平成2年）5月1日    | －            | 50字/分で 3分 | －            | 60字/分で 3分 | －            | 45字/分で 2分 | －                  | 25字/分で 2分       |
| 1996年（平成8年）4月1日    | －            | －            | －            | 60字/分で 3分 | －            | 45字/分で 2分 | －                  | 25字/分で 2分       |
| 2005年（平成17年）10月1日  | －            | －            | －            | 25字/分で 2分 | －            | 25字/分で 2分 | －                  | －                  |
| 2011年（平成23年）10月1日  | －            | －            | －            | －            | －            | －            | －                  | －                  |

この他、上記の規則に規定するものではないが、電信アマまたは3アマの養成課程の電気通信術選抜試験は、1分間20字の速度の欧文普通語による
約3分間の音響受信であった。

### 授業時間数
養成課程の授業時間数について、無線従事者国家試験及び免許規則または無線従事者規則の改正の施行時毎に示す。
| 年 |            | 種別   | 無線工学   | 法規       |            | 種別       | 無線工学   | 法規       | 電気通信術 |            | 種別      | 無線工学   | 法規       |
| --- | ---------- | ------ | ---------- | ---------- | ---------- | ---------- | ---------- | ---------- | ---------- | ---------- | --------- | ---------- | ---------- |
| 1965年（昭和40年）9月1日 |            | －     | －         | －         |            | 電信 アマ  | 20時間以上 | 20時間以上 | 25時間以上 |            | 電話 アマ | 20時間以上 | 20時間以上 |
| 1983年（昭和58年）4月1日 | 18時間以上 | －     | －         | －         | 18時間以上 | 電信 アマ  | 25時間以上 | 18時間以上 | 18時間以上 |            | 電話 アマ |            |            |
| 1986年（昭和61年）7月1日 | 10時間以上 | －     | －         | －         | 12時間以上 | 電信 アマ  | 25時間以上 | 10時間以上 | 12時間以上 |            | 電話 アマ |            |            |
| 1990年（平成2年）5月1日 | ３ アマ    | －     | －         | －         | 12時間以上 | 14時間以上 | 25時間以上 | ４ アマ    | 10時間以上 | 12時間以上 |           |            |            |
| 1993年（平成5年）10月29日 | ３ アマ    | －     | －         | －         | 8時間以上  | 10時間以上 | 25時間以上 | ４ アマ    | 6時間以上  | 8時間以上  |           |            |            |
| 1998年（平成10年）8月13日 | ３ アマ    | －     | －         | －         | 6時間以上  | 8時間以上  | 25時間以上 | ４ アマ    | 4時間以上  | 6時間以上  |           |            |            |
| 2005年（平成17年）10月1日 | ３ アマ    | －     | －         | －         | 6時間以上  | 10時間以上 | －         | ４ アマ    | 4時間以上  | 6時間以上  |           |            |            |
| 2015年（平成27年）4月1日 | ３ アマ    | ２アマ | 35時間以上 | 27時間以上 | 6時間以上  | 10時間以上 | －         | ４ アマ    | 4時間以上  | 6時間以上  |           |            |            |
| 注 総合通信局長（従前は電波監理局長、沖縄郵政管理事務所長、電気通信監理局長）が認めた方法による場合は変更できる。 短縮、移行コースはこの規定による。 |            |        |            |            |            |            |            |            |            |            |           |            |            |

## その他

### 免許証関係事項証明
上記のように日本国外での運用に際し、アマチュア無線技士であることの証明が必要になるが、従前の免許証に英文の付記はない。
また、操作範囲や電気通信術の能力についての証明が必要になることもある。
このような場合は、免許証の記載事項について英文の「証明書」の発行を請求でき、操作範囲等も記載してもらうことができる。
無線通信士や陸上無線技術士が相当するアマチュア無線技士についても同様で、邦文の証明書も請求できる。

### 任用の要件または受験資格など
- 1アマは、電波法第24条の2に規定する登録検査等事業者等の点検員となることができる。[77]
  - 登録検査等事業者等規則第2条第3項により海岸局、航空局、船舶局及び航空機局の点検は不可
- 養成課程の講師の知識及び技能を有する者として、1アマが無線従事者規則第21条に基づく別表第7号に規定されている。
  - 3・4アマ無線従事者養成課程の講師の知識及び技能を有する者として、2アマはアマチュア業務の経歴3年により同等以上と認められると電波法関係審査基準にある。
  - 1アマはアマチュア業務の経歴1年、2アマは同3年によりJARDの3・4アマのアマチュア無線技士養成課程講師になれる。
- 1アマは、技適未取得機器による実験等の特例における届出に際し、機器が電波法の技術基準に適合することの確認ができる。[68]
- 1・2アマは、職業訓練指導員 (電子科)を受験できる。[78]